# Metachroma pellucidum
Metachroma pellucidum är en skalbaggsart som beskrevs av George Robert Crotch 1873. Metachroma pellucidum ingår i släktet Metachroma och familjen bladbaggar. Inga underarter finns listade i Catalogue of Life.